# Розенхајм
Розенхајм (њем. Rosenheim) град је у њемачкој савезној држави Баварска.

## Географски и демографски подаци
Општина се налази на надморској висини од 447 метара. Површина општине износи 37,2 km². У самом мјесту је, према процјени из 2010. године, живјело 60.711 становника. Просјечна густина становништва износи 1.631 становника/km². Посједује регионалну шифру (AGS) 9163000, NUTS (DE213) и LOCODE (DE ROS) код.

## Међународна сарадња
| Мјесто  | Држава    | Врста сарадње | Од    |
| ------- | --------- | ------------- | ----- |
| Биршеба | Израел    | пријатељство  | 1983. |
| Лацизе  | Италија   | партнерство   | 1980. |
|         | Француска | партнерство   | 1974. |
| Извор   |           |               |       |